# Fort de Belrupt

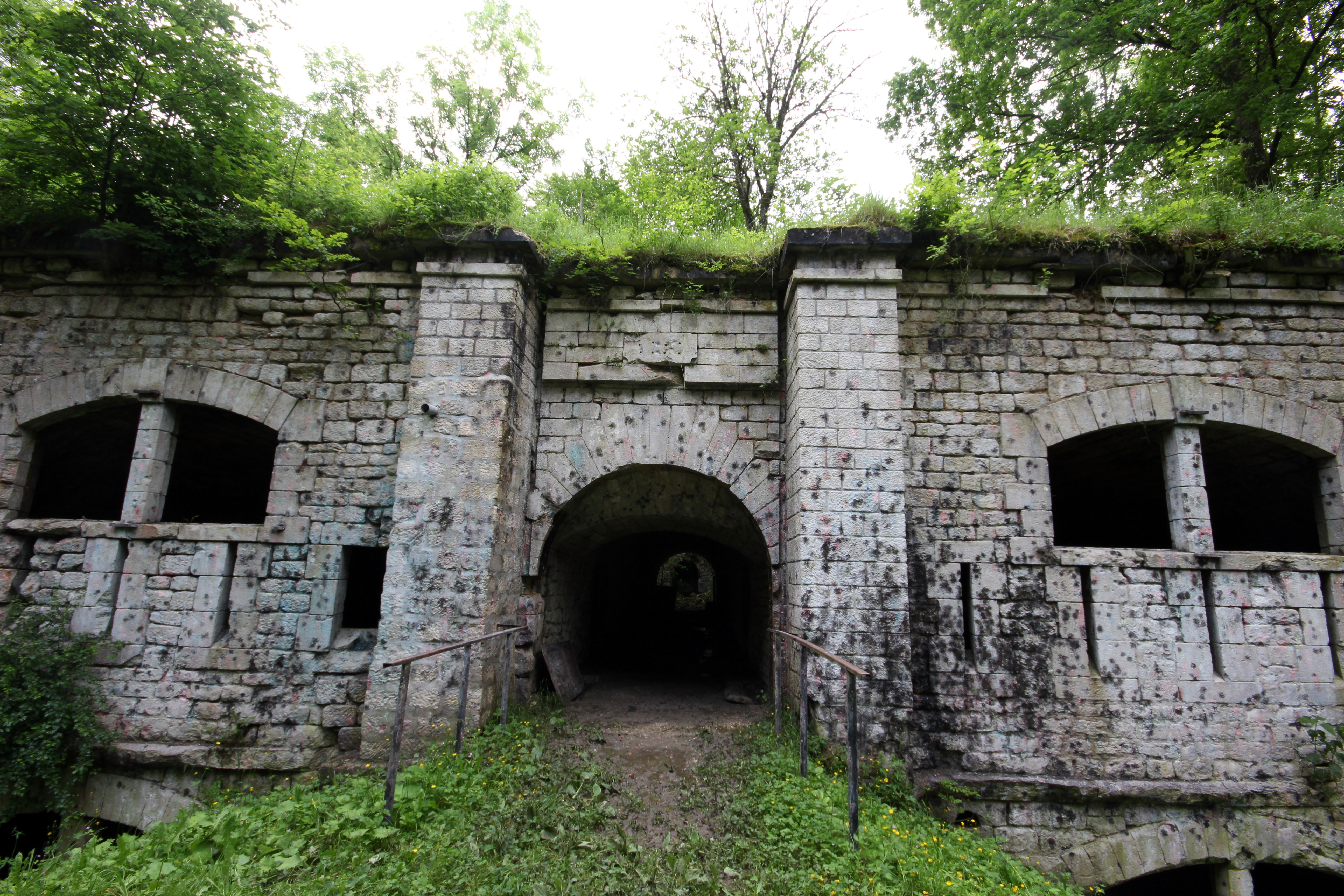
Eingang von Fort Belrupt

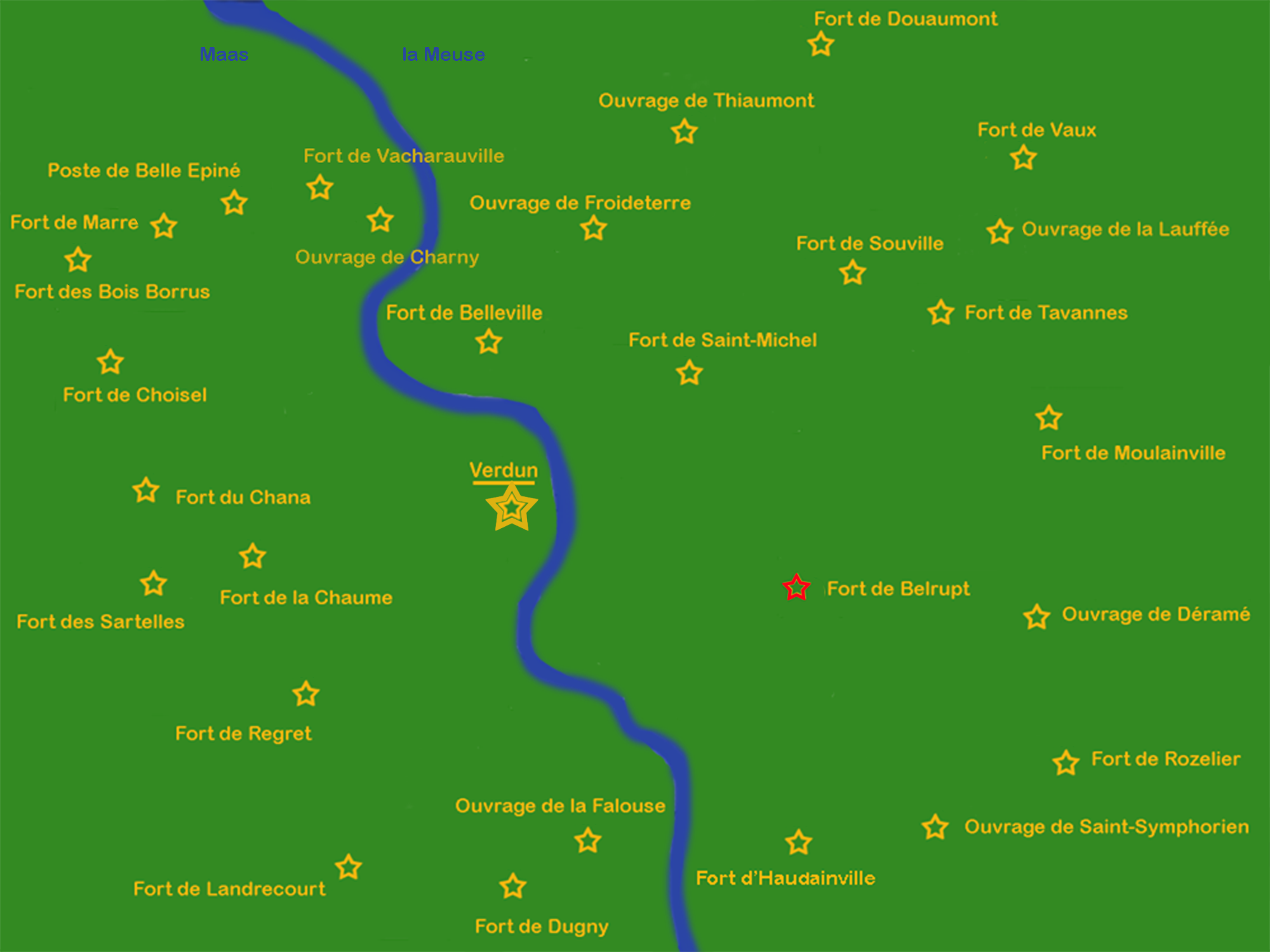
Lageplan Fort de Belrupt

Das Fort de Belrupt (zeitweilig „Fort Corda“ genannt) ist ein Fort auf einer Anhöhe östlich der Stadt Verdun nahe dem Ort Belrupt. Es gehörte zum Festen Platz Verdun.

## Benennung
Ursprünglich trug es den Namen Fort de Belrupt, bis per Präsidialdekret vom 21. Januar 1887 der Kriegsminister Général Georges Boulanger umsetzte, dass alle Forts, befestigten Artillerieanlagen und Kasernen des Système Séré de Rivières die Namen von ehemaligen Militärkommandanten zu tragen hätten, weswegen das Fort dann den Namen Fort de  Corda  nach dem Général Joseph Corda erhielt. Am 13. Oktober 1887 wurde das vom Nachfolger Boulangers, Théophile Ferron, mit der Note Nr. 14980 vom gleichen Datum rückgängig gemacht, und das Fort erhielt seinen ursprünglichen Namen zurück.

## Bau des Forts
Das Fort Belrupt wurde Mitte/Ende der 1870er-Jahre im Zuge der Errichtung des „Systeme de Sere de Riviere“, der Barrière de fer im inneren Festungsring Verduns auf der rechten Maasseite erbaut. Der Bau fand etwa gleichzeitig mit dem Bau der Anlagen Fort de Souville, Fort du Saint-Michel und Fort de Belleville statt. Der Bau dieser Anlagen sollte zusammen mit den vorhandenen Anlagen der ersten Generation auf der linken Maasseite die Stadt direkt schützen; anders als beispielsweise das Fort de Tavannes, das zwar zur gleichen Zeit gebaut wurde, aber die Bahnlinie und den dazugehörenden Tunnel de Tavannes schützen sollte.
Dem technischen Stand der Zeit entsprechend wurde das Fort, wie auch die anderen obengenannten Forts der ersten Generation, in Form von halbgedeckten Bruchsteingewölben mit nur in begrenztem Umfang gedeckten Verbindungsgängen errichtet. Das verhältnismäßig kleine Fort besteht nur aus Gräben, neun Tunnelunterständen mit Kasematten für Artillerie, einer recht kleinen zweistöckigen Kaserne mit Peripherie, sowie einer doppelten und zwei einfachen Frontgrabenstreichen und einer Kehlbastion. Der Kehlgraben konnte im Bereich des Portals direkt aus der Kehlkaserne und deren Kasematten verteidigt werden, dennoch ist das Fort als recht schwach zu bezeichnen.
Die mit Schotter, Sand und Erdreich gedeckten Gewölbe boten nur Schutz gegen nicht penetrative Geschosse wie Kanonenkugeln sowie massive oder nicht brisante Granaten und waren somit schon nach 10–15 Jahren völlig veraltet. Ein totaler Umbau wie bei Fort de Douaumont, Fort Vaux oder eine massive Erweiterung wie beim Fort de Souville mit der verbundenen Erhaltung der Verteidigungsfähigkeit fand nicht statt. Es wurden lediglich um die Jahrhundertwende einige betonierte Stellungen auf dem Dach der Kaserne und der mittleren Frontseite errichtet. Später wurden auch Teile der Kehlbastion mit Beton verstärkt. Während des Krieges wurde nach den Erfahrungen in Fort de Moulainville ein Tiefstollensystem angelegt.
Der Einbau von Panzertürmen und Ähnlichem unterblieb ganz.

## Erster Weltkrieg
Aufgrund seiner Lage, es befand sich mindestens 4,5 Kilometer hinter der Hauptkampflinie, war das Fort nicht direkt in die Kampfhandlungen der Infanterie verwickelt, wurde jedoch als Batterie, Magazin und Posten genutzt und daher von deutscher Seite mittelschwer beschossen. Durch die beinahe wirkungslose Armierung entstanden am Fort, trotz des für Verdun vergleichsweise schwachen Beschusses, erhebliche Schäden.

## Zweiter Weltkrieg
Während des Zweiten Weltkrieges spielte das Fort keine Rolle. Anschließend entstand neben dem Fort eine Müllhalde, die sich bis auf die südöstlichen Bereiche des Forts erstreckte. Seit 2004 wird es leicht renoviert von einem Paintball-Club genutzt; eine Besichtigung ist daher nicht direkt möglich, jedoch bietet das Umland in Richtung Caserne Chevert die Sicht auf einige kleinere Anlagen.

## Bilder-Galerie

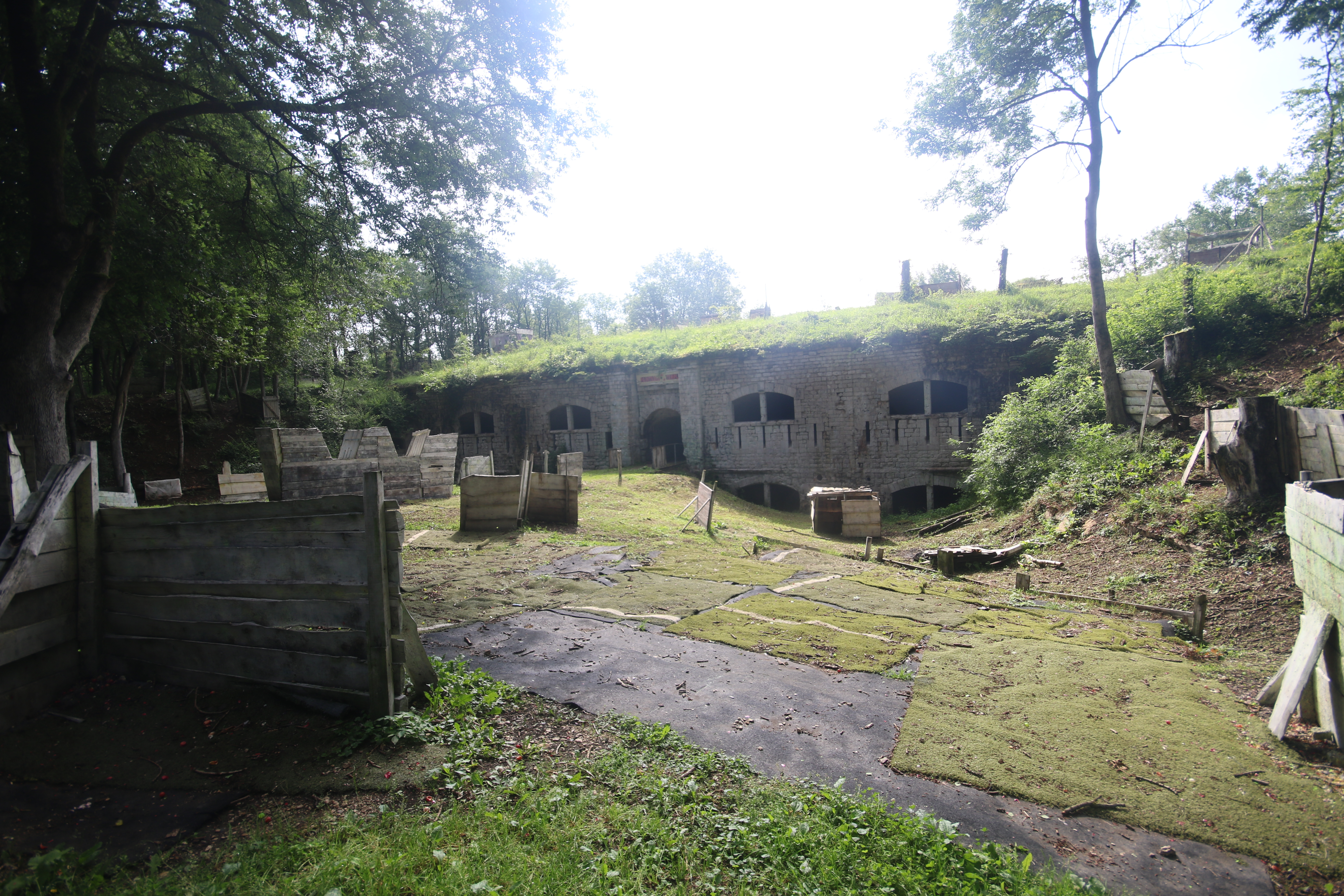
Fort Belrupt mit Holzschutzwänden für Paintballspieler
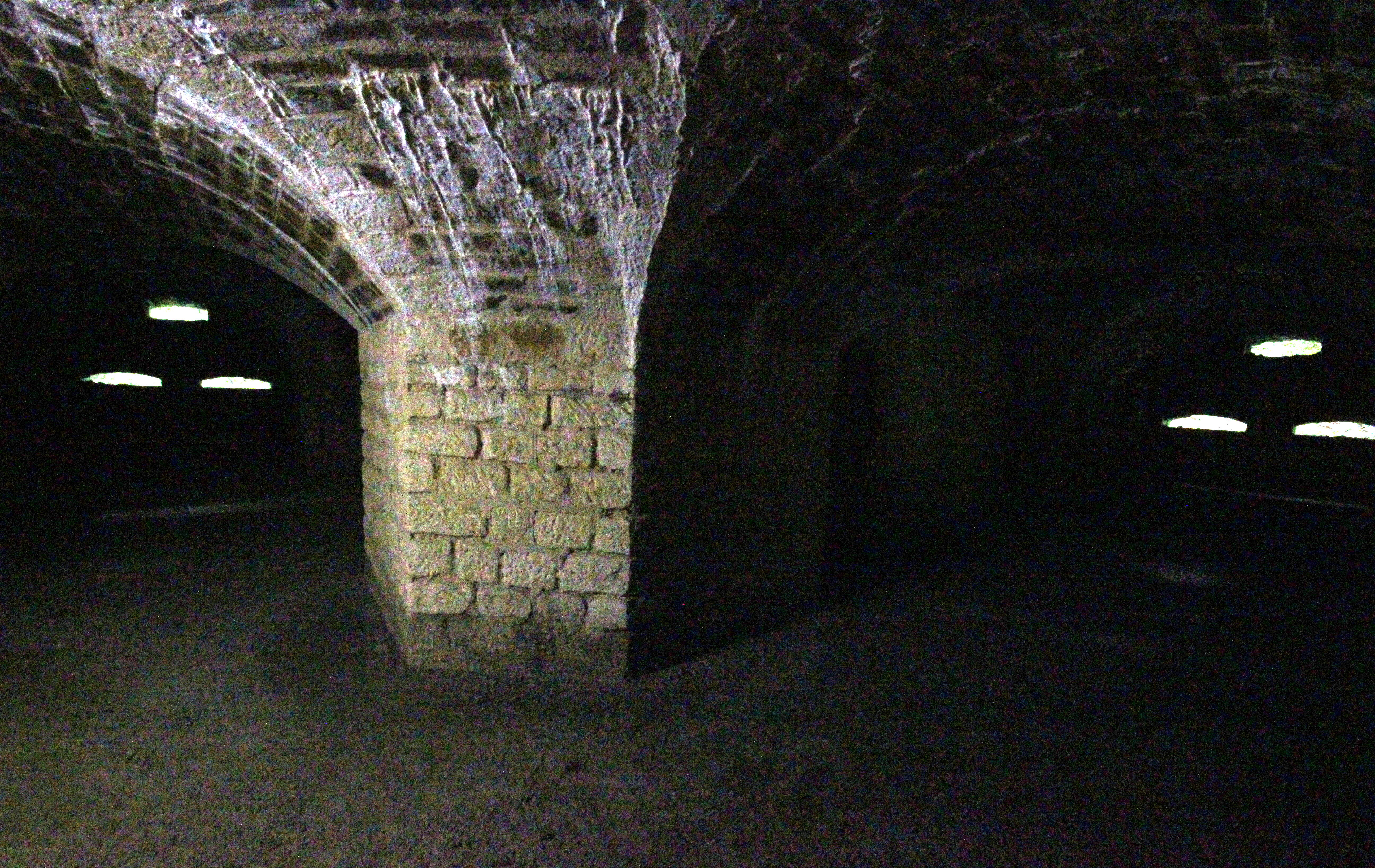
Fort Belrupt im Inneren
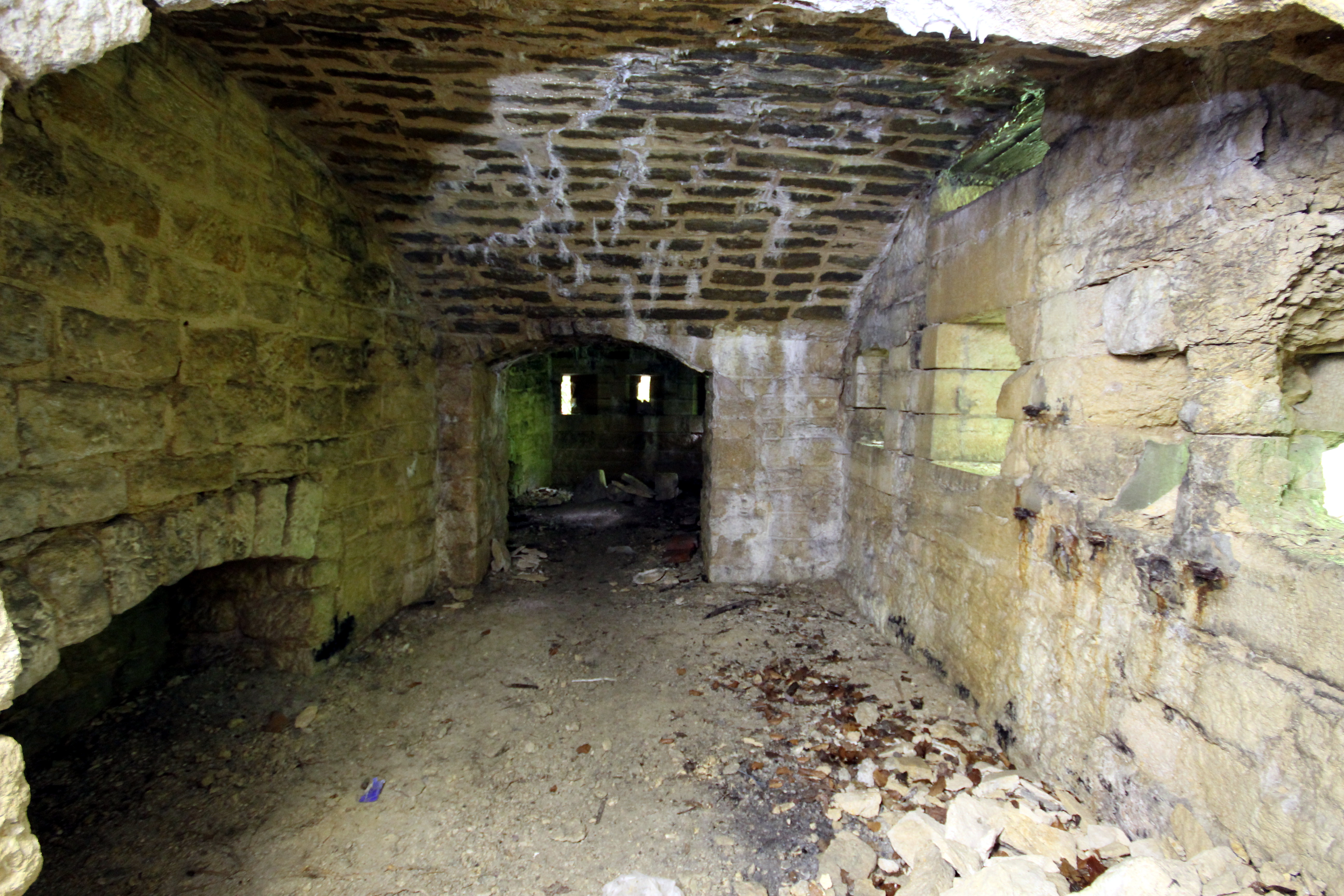
Fort Belrupt im Inneren